# Wescley
Wescley Gomes dos Santos, còn được biết với tên Wescley, là một tiền đạo bóng đá thi đấu cho Vissel Kobe.

## Sự nghiệp
Anh từng thi đấu ở U-23 Copa 2010.

### Thống kê sự nghiệp
(Chính xác tính đến ngày 16 tháng 10 năm 2010)
| Câu lạc bộ       | Mùa giải | State League | State League | Brazilian Série A | Brazilian Série A | Copa do Brasil | Copa do Brasil | Copa Sudamericana | Copa Sudamericana | Tổng    | Tổng      |
| Câu lạc bộ       | Mùa giải | Số trận      | Bàn thắng    | Số trận           | Bàn thắng         | Số trận        | Bàn thắng      | Số trận           | Bàn thắng         | Số trận | Bàn thắng |
| ---------------- | -------- | ------------ | ------------ | ----------------- | ----------------- | -------------- | -------------- | ----------------- | ----------------- | ------- | --------- |
| Atlético Mineiro | 2010     | -            | -            | 1                 | 0                 | -              | -              | -                 | -                 | 1       | 0         |
| Tổng             | Tổng     | -            | -            | 1                 | 0                 | -              | -              | -                 | -                 | 1       | 0         |

## Danh hiệu
Atlético Mineiro Júnior
- 2° lugar Campeonato Brasileiro Sub-20 - 2009

## Hợp đồng
- Atlético Mineiro.[1]